# Todirostrum chrysocrotaphum
Todirostrum chrysocrotaphum е вид птица от семейство Tyrannidae.

## Разпространение
Видът е разпространен в Боливия, Бразилия, Венецуела, Еквадор, Колумбия и Перу.